# Лук неравный
Лук неравный (лат. Allium inaequale) — многолетнее травянистое растение, вид рода Лук (Allium) семейства Амариллисовые (Amaryllidaceae).

## Распространение и экология
В природе ареал вида охватывает южные районы Украины и Европейской части России, Арало-Каспийский регион.
Произрастает на степных склонах, известняках, мелах, песках.

## Ботаническое описание
Луковица яйцевидная, диаметром 1—2 см, наружные оболочки бурые или серо-бурые, почти кожистые, раскалывающиеся и сетчато-волокнистые, особенно у верхушки обхватывающей основание стебля. Стебель высотой 10—25 см, на треть или почти до половины одетый гладкими влагалищами листьев.
Листья в числе 3—4, нитевидные, видимо, полуцилиндрические, желобчатые, гладкие или чаще шероховатые, короче стебля, ко времени цветения
увядающие.
Чехол в два—три раза короче зонтика, с носиком равным основанию чехла, до основания разорванный. Зонтик коробочконосный, пучковатый, немногоцветковый, рыхлый. Цветоножки обычно очень неравные, в 3—6 раз длиннее околоцветника, при основании с немногими прицветниками. Листочки колокольчатого околоцветника, бледно-розовые с пурпурной жилкой, равные, продолговато-ланцетные, туповатые, длиной 4—7 мм. Нити тычинок на четверть короче листочков околоцветника при основании между собой и с околоцветником сросшиеся, внутренние узкотреугольные, в 2 раза шире треугольно-шиловидных наружных; пыльники фиолетовые. Столбик не выдается из околоцветника, длиной, обычно, около 1,5 мм; завязь усечённо-коническая, шероховатая.
Створки коробочки округлые, едва выемчатые, длиной около 3 мм.

## Таксономия
Вид Лук неравный входит в род Лук (Allium) семейства Луковые (Alliaceae) порядка Спаржецветные (Asparagales).
|  |                                      |  |                                                             |                                                             |                   |  | ещё 24 семейства (согласно Системе APG II) | ещё 24 семейства (согласно Системе APG II) |                     |  |  |  | ещё более 870 видов |
|  |                                      |  |                                                             |                                                             |                   |  | ещё 24 семейства (согласно Системе APG II) | ещё 24 семейства (согласно Системе APG II) |                     |  |  |  | ещё более 870 видов |
|  |                                      |  |                                                             | порядок Спаржецветные                                       |                   |  |                                            |                                            | род Лук             |  |  |  |                     |
|  |                                      |  |                                                             | порядок Спаржецветные                                       |                   |  |                                            |                                            | род Лук             |  |  |  |                     |
|  | отдел Цветковые, или Покрытосеменные |  |                                                             |                                                             | семейство Луковые |  |                                            |                                            | вид Лук неравный    |  |  |  |                     |
|  | отдел Цветковые, или Покрытосеменные |  |                                                             |                                                             | семейство Луковые |  |                                            |                                            |                     |  |  |  |                     |
|  |                                      |  | ещё 44 порядка цветковых растений (согласно Системе APG II) | ещё 44 порядка цветковых растений (согласно Системе APG II) |                   |  |                                            | ещё около 300 родов                        | ещё около 300 родов |  |  |  |                     |
|  |                                      |  |                                                             | ещё 44 порядка цветковых растений (согласно Системе APG II) |                   |  |                                            |                                            | ещё около 300 родов |  |  |  |                     |